# Marija Miketić
Marija Miketić (Beograd, 1975) srpska je književnica. Član je Udruženja književnika Srbije. Do sada je objavila šest romana.

## Biografija
Rođena je 19. februara 1975. godine u Beogradu. Veoma rano je ušla u svet književnosti. Kao predstavnik škole, pisala je za maturantski časopis Šta hoćeš?. Kao dugogodišnji saradnik Svetosavske Omladinske Zajednice pri Hramu Svetog Aleksandra Nevskog, sarađivala je na stvaranju prvog srpskog časopisa za borbu protiv sekti „Beogradski dijalog”, u kome su objavljivani njeni autorski ili priređivački intervjui. Radila je u duhovnom centru „Sveti Ava Justin Ćelijski“, u okviru izdavačke kuće „Manastir Ćelije“ i sarađivala na ediciji Od utopije do košmara u izdanju „Svetogore“.
Kao član Sveslovenskog književnog društva i deo upravnog odbora IK Slovensko slovo, radila je kao urednik na mnogim knjigama domaće književnosti u okviru edicije „Savremeni”.
Godine 2019. Udruženje književnika Srbije dodelilo je Mariji Miketić status samostalnog umetnika.
Živi i stvara u Beogradu. Udata je za preduzetnika Mladena Bajića i majka četvoro dece: Strahinje, Srne, Andrije i Dalije.

## Bibliografija
Izdavačka kuća Evrobuk 2014. godine objavljuje njen roman Evgenija Hajden, istorijsku psihološku romansu o Srbiji s kraja 19. veka, dinastiji Obrenović i ljubavnici kralja Milana Obrenovića. Za samo nekoliko meseci, roman doživljava drugo izdanje.
U oktobru 2015. godine ista izdavačka kuća je objavila njen drugi roman pod nazivom Krv u ledu. Ovoga puta je u pitanju potresna porodična saga o tri generacije jedne porodice i strašnom grehu koji ih prati. Roman se zasniva na stvarnim ličnostima i istinitim događajima, pa se može smatrati i autobiografskim delom.
U oktobru 2018. godine izdavačka kuća Evrobuk objavila je njen treći roman Crveni ibis. U pitanju je psihološka drama sa elementima trilera, priča koja govori o majci spremnoj na sve kako bi zaštitila svoje dete.
Roman Svedok objavljen je u izdanju izdavačke kuće Slovensko slovo leta 2019. godine, u okviru projekta Edukacija mladih o verskim sektama i kultovima koji je podržala i sufinansirala gradska opština Zemun. Reč je o apologiji koja opovrgava zablude pseudohrišćanskih verskih organizacija, baveći se uporednom teologijom kroz romansiranu ispovest mlade devojke koja pokušava da pobegne iz kandži sekte.
Leta 2020. godine, u jeku pandemije korona virusom, u izdanju Slovenskog slova, objavljen je peti roman književnice Marije Miketić pod nazivom Zakon semena. Roman predstavlja preplet istorijske i savremene ljubavno-avanturističke teme. Zadire u 16. vek, u najmračnije doba srpske istorije i u sam osvit srpske štampe. Monah Teodosije, prvi srpski štampar, centralna je figura ovog romana.
Godine 2023. RTS izdavaštvo, u saradnji sa IK Knjiga komerc, objavilo je roman Ponoćno svetlo - saga o Ledi Pedžet, milosrđu i odanosti. U ovom bogatom životopisu engleske plemkinje Ledi Lejle Pedžet, ratne heroine i velike dobrotvorke srpskog naroda, autorka prati njen život od rođenja do smrti kroz epohu najvećih istorijskih previranja u krvavom 20. veku. Pisan na osnovu relevantnih istorijskih dokumenata i brojnih svedočanstava savremenika, roman donosi filigranski izbrušeni portret herojskog srpskog naroda koji je u tri uzastopna rata, od 1912. do 1918, podneo stradanja nesagledivih razmera, ali istovremeno otkriva i intimnu dramu jedne tihe, skromne i posvećene žene koja neće pokleknuti ni pred najtežim ratnim iskušenjima, a čiji život će do poslednjeg dana ostati simbol milosrđa i odanosti.

## Nagrade i priznanja
Kako je nasilje u porodici glavna tema romana Krv u ledu, u okviru manifestacije „Dani aktivizma za unapređenje rodne ravnopravnosti”, Panonska škola zdravlja Mariji Miketić dodeljuje Nagradu za žensku izuzetnost.

## Spoljašnje veze
- „Intervju sa Marijom Miketić”. Bibliotekarka. Приступљено 1. 8. 2018.
- „(ИНТЕРВЈУ) Марија Микетић: Када страдању дамо смисленост, постајемо победници”. Правда. Приступљено 1. 8. 2018.
- „Intervju:Duše u kandžama sekti”. Vesti. Приступљено 27. 5. 2021.